# Coptodisca ribesella
Coptodisca ribesella is een vlinder uit de familie van de Heliozelidae. De wetenschappelijke naam van de soort is voor het eerst geldig gepubliceerd in 1925 door Braun.